# Військові обивателі
Військові обивателі (рос. Войсковые обыватели) — велика станова група в Україні, що існувала до селянської реформи 1861 і складалася з нащадків колишніх козаків слобідських козацьких полків в 17 столітті. Походження назви "військові обивателі" належить до 1764 і пов'язане із знищенням політичної автономії України та зміцненням влади самодержавства. У цей час із слобідських полків створено Слобідсько-Українську губернію, козацька служба ліквідована, замість неї введено збір на утримання 4-х гусарських полків, що формувалися із військових обивателів. За імператорським маніфестом від 28 липня 1765, у зв'язку з «переформуванням» козацької служби, полкові слобідські містечка відтоді належало називати державними військовими слободами, а їх жителів — військовими обивателями.
Військові обивателі, втративши колишні козацькі привілеї, зберегли за собою володіння спадковими землями (четвертними, старозаїмочними) з обмеженими правами на них (могли продавати чи передавати їх у спадок лише рівним собі за станом) та мали можливість викурювати вино, сплачуючи за це певний податок. Суспільне становище військових обивателів було близьким до державних селян. Вони обкладались подушним, оброчним і земськими податками, виконували рекрутську повинність, а також натуральні повинності. За даними VIII ревізії (перепису) 1833, в Україні налічувалося близько 226 тис. військових обивателів. Надалі ревізії фіксували їх разом з державними селянами.